# Муса (кратер)
Муса́ (лат. Musa) — 25-километровый ударный кратер на Энцеладе, спутнике Сатурна. Был обнаружен на снимках космического аппарата «Вояджер-2», а через некоторое время подробно снят зондом «Кассини-Гюйгенс». Это шестой по величине наименованный кратер Энцелада, его диаметр составляет 25 км. Расположен к северо-востоку от кратера Зайнаб, координаты центра — 72°25′ с. ш. 17°35′ з. д. / 72,42° с. ш. 17,58° з. д.. Внутреннюю часть кратера занимает большая куполообразная структура, возникшая вследствие релаксации поверхности после удара. По-видимому, кратер Муса наложен на более старый кратер, следы которого видны к югу от него.
Назван в честь персонажа «Повести о медном городе» из сборника народных сказок «Тысяча и одна ночь» — эмира по имени Муса ибн Наср, отправленного халифом за кувшинами с джиннами. Это название было утверждено Международным астрономическим союзом в 1982 году.